# Michelozzo Michelozzi
Michelozzo di Bartolommeo, ou Michelozzo Michelozzi ( nascimento em 7 de outubro de 1396-morte em 1472), foi um arquitecto e escultor italiano de Florença, sendo aprendiz de Donatello. Conhecido principalmente por projetar o Palazzo Medici Riccardi em Florença, ele costuma ser ofuscado por seus contemporâneos Donatello na escultura e Brunelleschi na arquitetura.

## Vida
Como escultor trabalhava sobretudo o mármore, o bronze e a prata. A estátua do jovem São João Batista sobre a entrada da Duomo em Florença, em oposição ao Baptistério em Florença, foram criados por Michelozzo; também esculpiu uma bela estátua de São João Baptista em prata no altar-mor da Igreja de San Giovanni.

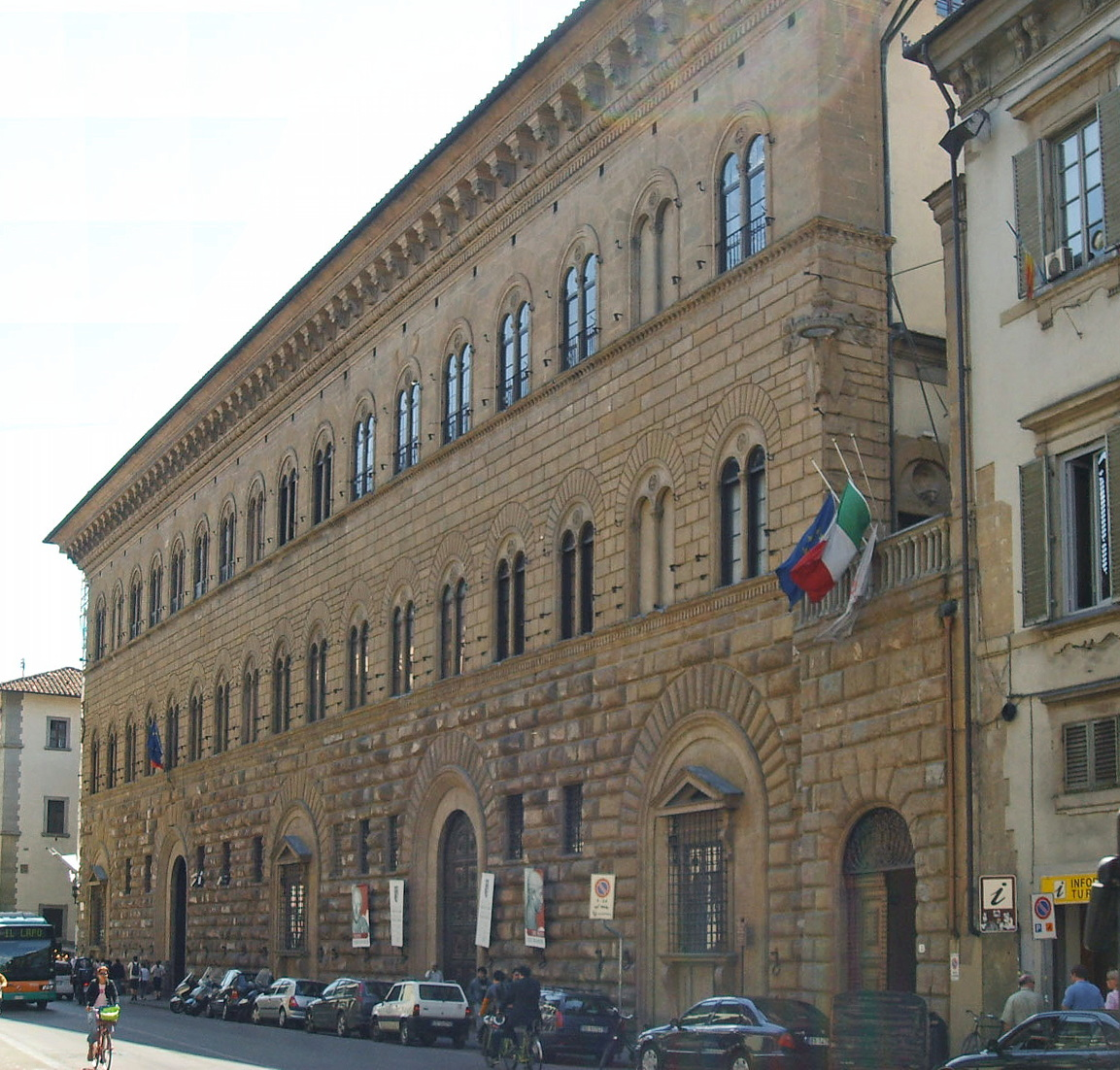
Palazzo Medici

Em 1428, juntamente com Donatello, ergueu um púlpito ao ar livre na esquina da Catedral de São Estefano em Prato. O magnífico Palazzo Medici Riccardi em Florença, construído por Cosimo, foi projetado por Michelozzo; é um dos mais notáveis empreendimentos arquitectónicos do séc XV, no qual as capacidades e gosto da arquitectura se combinam com uma leveza delicada, com características tanto do Gótico prematuro italiano, como do estilo clássico rigoroso.
O grande amigo e mecenas de Michelozzo, Cosme de Médici, acompanhou-o em Veneza em 1433 durante em curto período. Foi aí que Michelozzo construiu a Biblioteca de San Giorgio Maggiore, entre outros.